# Émile Richard
Émile Richard, né le 7 avril 1843 à Paris 2e et mort le 27 décembre 1890 à Paris 14e, est un homme politique, conseiller municipal de Paris de 1886 à 1890 et président de ce même conseil en 1890.

## Biographie
Fils de Paulin Richard, second employé à la Bibliothèque Royale, et de Françoise Bailly son épouse, il nait au domicile de ses parents, 10 rue Neuve-des-Petits-Champs.
Étudiant en médecine, il collabore, à partir de 1863, à plusieurs journaux d'obédience socialiste et radicale. En 1868, il fonde le journal L’Ouest à Angers. Il est membre de la première Internationale.
Le 4 septembre 1870, il est désigné comme adjoint au maire du 17e arrondissement de Paris, mais démissionne un mois plus tard et devient chirurgien major au 54e régiment de Paris.
Il devient conseiller municipal de Paris en 1886, en est élu vice-président en 1890, puis président en 1886. Il est chargé par le conseil municipal d'établir un rapport sur la réorganisation du service sanitaire relatif à la prostitution.
Il meurt à son domicile, 11 rue Boissonade.

## Hommage
La rue Émile-Richard, dans le 14e arrondissement de Paris, lui rend hommage.

## Publications
- La Prostitution à Paris, Paris, J.-B. Baillière et fils, 1890, 295 p., in-16 (lire en ligne sur Gallica).